# Львовская областная универсальная научная библиотека
Львовская областная универсальная научная библиотека — одна из крупнейших научных библиотек Львовской области. Расположена в городе Львове. Основана в 1940 году.

## История
8 мая 1940 года во Львове была открыта областная библиотека для взрослых, расположена была на Галицкой площади во Дворце Уленецких, Дворец является памятником архитектуры первой половины XVIII века. В этом помещении библиотека располагалась до 1999 года.
Книжный фонд новообразованной библиотеки насчитывал 100 тыс. томов. Основой фонда библиотеки стали многочисленные издания, подаренные Киевской областной библиотекой, библиотеками Одессы, Харькова, восточных областей Украины. Библиотека имела общий читальный зал, студенческий читальный зал, зал периодических изданий.
Во время Второй мировой войны фонды библиотеки были полностью уничтожены. После войны библиотека возобновила работу и начала формировать новый фонд из остатков ограбленных библиотек Львова. На начало 1945 года фонды составляли уже 78 тысяч единиц хранения. Помощь в развитии библиотеки предоставили библиотеки Киева, Харькова, Государственный фонд литературы. В 1950-х годах библиотека получила имя писателя Ярослава Галана (его имя было в названии до 1989 г.). Первым послевоенным директором библиотеки стала Наталья Сидоренко. Затем в течение 40 лет библиотекой руководила Надежда Косенко (1905—1992). После Н.Косенко библиотеку возглавляли Н. Муха, В. Симан, Ю. Дурдель.
С 2000 года библиотека переехала на проспект Шевченко, 13, поскольку сооружение на площади Галицкой, 10, которое не ремонтировалось более ста лет, оказалось в аварийном состоянии. В течение девяти последующих лет библиотека добивалась ремонта старого помещения и возвращения туда фондов, но столкнулась с бюрократическими препятствиями.
С декабря 2009 года библиотеку возглавляет Иван Сварник.

## Фонды
Фонды библиотеки составляют 679 964 экземпляров документов, из них 595 824 книг и 71 906 периодических изданий. Ежегодно количество названий периодических изданий составляет более 430. Количество наименований периодических изданий, таких как газет составляют 194 экземпляра и журналов 237 экземпляров.